# Waltenheim-sur-Zorn
Waltenheim-sur-Zorn – miejscowość i gmina we Francji, w regionie Grand Est, w departamencie Dolny Ren.
Według danych na rok 1990 gminę zamieszkiwało 601 osób, a gęstość zaludnienia wynosiła 119 osób/km² (wśród 903 gmin Alzacji Waltenheim-sur-Zorn plasuje się na 407. miejscu pod względem liczby ludności, natomiast pod względem powierzchni na miejscu 486.).